# 米原長者
米原長者（よなばるちょうじゃ）は、熊本県菊池市・山鹿市地方に伝わる民話（伝説）およびその主人公である長者の名。

## 物語
米原長者は、日本の伝説としては珍しい独立した三部で構成されている。
前編
都のある高貴な（公卿の）姫君は、夢枕に現れた長谷観音様（または清水寺の観音、泊瀬の観音）から菊池郡の四丁分村（現在の菊池市出田周辺）に住む男へ嫁ぐようお告げを受けた。男の名は小三郎（異説では孫三郎）といい、薦編み（異説では籠編み、炭焼き）の貧しい生活を送っていたが、信心深い姫は観音様の言葉に従って十余名の下女を連れて肥後に下り、一緒に住むようになった。ある日、姫は小三郎に買い物を頼み金二両を渡したが、道中で小三郎は鷺（異説では鴨）に投げつけ失ってしまった。姫が呆れると、小三郎は「そのようなものは家（異説では炭焼小屋）の裏に沢山ある」と言った。二人が向かいそこを掘ると、夥しい黄金が見つかった。夫妻は大金持ちになり、旭志（菊池市旭志）の岩本村、さらに後には米原（菊池市米原）で数百町の田を手に入れた。こうして小三郎は米原長者と呼ばれるようになった。
『肥後昔話集』では人物が異なり、菊池の城北に住む穂掛孫六が主人公である。落穂を拾ってその日を暮らす貧乏な彼のところへ京都から供を連れた美しい姫が訪ね、嫁になりに来たと言った。年頃になっても良縁に恵まれず観音様に願掛けしたところ夢でお告げを受けたという。山奥の掘っ立て小屋に住む孫六は妻を養う収入も無く断るが、姫は持参金があるからと述べ、食べ物を買うよう金三枚を渡した。しかし山鹿に出た孫六は川の鴨を得ようと投げて失った。帰宅し、姫から手ぶらを咎められると孫六は同じものが炭焼き小屋の横に幾らでもあると言い、二人はたくさんの金の石を手に入れて金持ちになった。姫は観音様へ感謝した。これが米原長者の若き頃の話という。『菊池市の伝説民話俚謡』では、貧しくも働き者の若者のところに、夢のお告げを受けた姫が京から嫁ぎ、彼女が持参した千両の金を元手に長者となったという。
中編
目立つ事を好んだ米原長者は、大田畑を所有する富豪だった。その頃、山本郡（熊本市植木町周辺）にも権勢を誇る駄の原（だのはる）長者と呼ばれる人物がいた。ある時、米原長者が提案して二人は宝比べをすることになった。米原から郷原坂口までの道の両脇に、米原長者は金銀・玉・千両箱などを並べ（異説では3里の距離に黄金の踏み石を敷き、千両箱13個と米俵1000俵を積み上げ）た。そこへ駄の原長者の宝が到着した。それは美しく正装した子息24人と子女15人（異説では男子24人、子女12人、子女10人、一人娘、男女各6人など）だった。民衆は駄の原長者の子供たちを見物に集まり、路傍の宝物に関心を寄せる者はわずかだった。男児に恵まれない米原長者は負けを認め「うらやましい」とため息を漏らした。この言葉が浦山（浦山口）またはうらやま坂（山鹿市立米野岳中学校前の古道）という地名の由来となった。
後編
用明天皇（在位585年 - 587年）の頃に朝廷から「長者」の称号を賜った米原長者は、奴婢や牛馬3000以上（異説では牛馬1000、または奴婢600と牛馬400）を抱える大富豪だった。彼はこれらの労働力で、5000町歩（3000町歩とも）もの広大な水田に毎年1日で田植えを済ませることを自慢にしていた。ある年の事、作業が進まずに日没を迎えてしまった。すると米原長者は金の扇を取り出して振るい、太陽を呼び戻して田植えを続けさせた。だが再び陽が沈んでも終わらなかったため、山鹿郡の日岡山で樽3000（異説では300）の油を燃やし、明かりを確保して田植えを終わらせた。この時、にわかに天（山頂とも）から火の輪（玉とも）が降り注ぎ、屋敷や蔵が炎に包まれ、米原長者は蓄米や財宝など一切を一日にして失った。これは太陽を逆行させた天罰で、この影響から日岡山は草木が生えない不毛な地になり、名称も「火の岡山」が転じてつけられたという。

## 解説
前編の黄金を見つける物語は日本全国で見られる伝説の典型である「炭焼長者伝説」の類型に当たる。熊本県内でも立願寺温泉（玉名温泉）発見の説話「疋野長者伝説」にほぼ同じ物語がある。柳田國男が監修した『民俗学辞典』では、炭焼長者伝説は製鉄との結びつきが指摘され、米原長者の伝説も古代の製鉄と何らかの関連があった可能性も指摘される。
中編に登場する駄の原長者には、別に独立した「駄の原長者伝説」がある。牧場経営に使役する多くの奴婢を賄うために毎日大量の味噌汁を作り、味噌粕を捨てた山の標高が高くなったともいう。駄の原とは現在の山鹿市鹿央であり、ここは古代の官道が通っていたことから、駅馬や伝馬の供給を担う要地だったと考えられる。また、この二人の長者は、それぞれが奴婢を使役した水田経営と牧場経営で財を成した人物として描かれており、平安時代前期における肥後国北部の経済活動の典型とも想像される。また、この宝比べで財宝よりも子供に軍配が上がる話も類似した説話が各地に残る。
後編の太陽を巻き戻して日没を遅らせた話も長者伝説の類型であり、熊本県上益城郡の欲張り長者（『肥後の昔話』）、鹿児島県祁答院町の長者・小牧孝陳や遠矢良時・金兵衛親子などでも同様の話がある。多くは天罰を受け、モグラになった（欲張り長者）、洪水を蒙った（小牧孝陳）、家勢が傾いた（遠矢良時・金兵衛）など、没落の結末を迎えている。

## 伝説の起源
この米原からは、硬く割れにくい土団子が見つかった。これは自然現象で生じる火山豆石の一種であり、熊本県北部では広い範囲で見つかるものだが、昔この団子は金持ちが使用人に配した団子の残りが変化したものと考えられ、長者だごと呼ばれた。『鹿本郡誌』や『肥後昔話集』また『管内実態調査書』城北編等では、米や昼食用の団子が後編の物語において焼け固まりできたものとして、米原長者とその没落が語り継がれるようになった。
また、古くから炭化した米も大量に出土した。米原（よなばる）の「はる・ばる」は九州地方の方言で「台地および台地状の平地」を言う。「よな」は、本来は阿蘇山の火山灰を指し、また砂地をも意味する。「よなばる」は火山灰質または砂質の高台であり、水や地味に乏しく痩せ、水田耕作には適さない。米という漢字を当てた背景には願望があったものと考えられる。そのような稲作地ではない所から炭化米が見つかる不可解さが、長者伝説を生む要因となった。
米原には礎石や石畳があったとも伝わる。『肥後国誌』ではこれらを涼の殿・月見櫓・玉屋敷・蔵床など米原長者の屋敷跡と述べており、耕作の邪魔になるため正徳年間に取り除かれたという記述がある。同書では、団粉土と焦米（炭化米）が出土することにも触れている。一方で炭化米について、この場所には不動倉（飢饉対策に米を備蓄する倉）があった名残りという文もあるが、江戸時代には渋江松石が編纂した『菊池風土記』にて、この不動倉が米原長者の屋敷跡と断言された。

## 鞠智城との関連

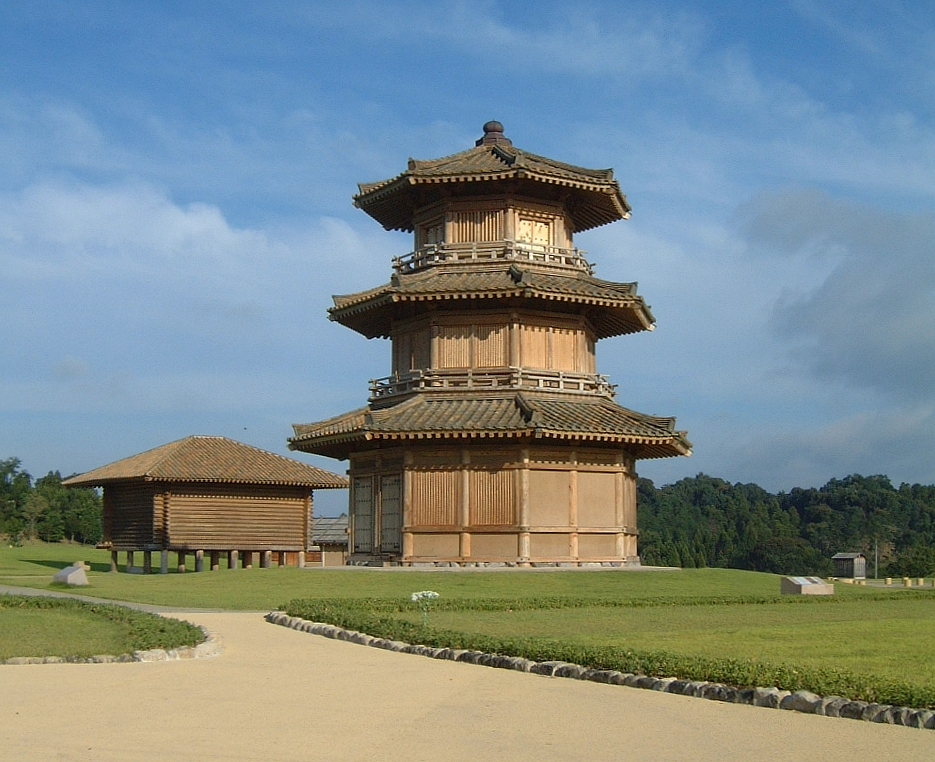
歴史公園として復元された鞠智城

『続日本紀』の文武天皇二年（698年）五月条には、大野城・基肄城と並んで鞠智城が大宰府の管轄下で建設されたという記述がある。この鞠智城がどこにあったかはいつしか途絶え、江戸時代から明治時代には様々な説が提言されていた。
昭和に入ると、鞠智城の位置に関する考察が進み、中島秀雄らが遺跡や遺構また地名等から考察し、米原の遺跡が鞠智城跡という説を新聞紙上に発表した。1937年（昭和12年）には坂本経堯が論文「鞠智城址に擬せられる米原遺跡について」を発表し、これを受けた熊本県教育委員会が同地を「史跡・伝鞠智城跡」に指定した。その後、発掘などさまざまな調査結果が積み重なり、1976年（昭和51年）にはこの説が確たるものとみなされ史跡指定から「伝」の文字が外された。
宝比べをした駄の原長者の在地はかつての官道の駅であり、熊本市に伝わる蜑（あま）長者伝説は国府があったとも言われる子飼にひもづいている。鞠智城の跡地を舞台とする米原長者伝説を合わせると、これら3つはそれぞれいにしえの政府機関に縁付き、長者伝説はこれら過去の歴史を反映しているのではとの意見もある。